# P-43戰鬥機
P-43戰鬥機（Republic P-43 Lancer）是種單引擎，全鋁合金，低主翼的戰鬥機，由共和飛機公司製造。該機設計自P-35戰鬥機改良而來，在1940年被美國陸軍航空隊採用，但只生產稀少數量後停產；但P-43配備的新設計、新科技為P-47戰鬥機的成功打下基礎。
P-43整體性能表現差強人意，但因擁有良好的高空運動性能與配有供氧系統，加上高航程特性所以美軍常將它用於高空偵照任務，之後才由F-4/F-5 Lightnings （P-38閃電式戰鬥機偵照版本）接續其任務。

## 發展沿革

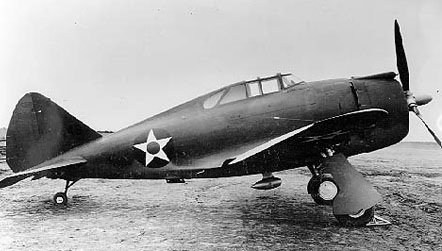
提供給中華民國的P-43A-1原塗裝

在P-35成功銷售到美國陸軍航空隊後，塞維斯基飛機公司開始準備下一款戰機的開發。1937年起，塞維斯基以P-35的設計為基礎，改善P-35穩定性不足，火力不夠的缺點；新設計採用不同的動力組合和增強結構，如：AP-2（後來的XP-41）、AP-7、AP-4（後更名為AP-7）、AP-9、NF-1（海軍艦載版）。1938年，公司進行的開發案中較有進展的項目是AP-2與AP-4兩款機種，但都是由P-35作為藍本改良的機型，公司分成兩個製造團隊各自進行研製工程。
AP-2的製造經費來自美國陸軍航空隊，在P-35生產合約簽署時要求必須在最後一批生產型上安裝新增壓器的要求，渦輪增壓器在B-17轟炸機研發搭配成功後受許多飛機製造廠商青睞，裝備後飛機的高空性能將得到前所未有的突破，而美國陸軍航空隊也在積極物色裝備渦輪增壓器的戰鬥機。AP-2的設計將駕駛艙重新設計，渦輪增壓器放置位置在發動機後方，原型機於1939年3月完成交付陸航測試，也就是由P-35改裝而成的XP-41。不過這種設計無法解決廢氣脈衝對增壓渦輪的傷害，因此在原型機測試階段後即放棄了這架飛機後續的發展空間。
AP-4則是塞維斯基公司自費製作的設計，機身編號NX-2597，為一架使用全收放起落架、平頭鉚釘製造工藝、動力為普惠R-1830-SC2G發動機（輸出功率1,200匹馬力），設計特點是將通用電器開發的渦輪增壓器塞入駕駛艙下後方的機腹。利用導管將引擎廢氣整流導入增壓器運作，化解廢氣脈衝會造成的問題。在AP-4測試中，因為測試氣動力構型後來更換較小的引擎整流罩與較大的螺旋槳用鼻帽試圖降低風阻，以確定大型尺寸的空冷活塞發動機在實際運用時空氣動力細節。但這惡化了引擎的散熱效果，最後導致AP-4在1939年3月22日測試時因為引擎起火墜毀，飛行員跳傘逃生。不過相對於沒有發展可能性的AP-2，美國陸航對這架裝有渦輪增壓與氧氣供應設備的飛機在高空表現的性能產生興趣，對AP-4印象仍相當正面；在1939年5月美國陸航選定下一代攔截機時，共有多款機種入選美軍評估之列：洛克希德的XP-38、貝爾XP-39、寇蒂斯XP-40，AP-4也入選，1939年5月12日美國陸航在檢閱共和提供的評估報告後，因此在1939年5月13日撥款要求生產13架原型機，正式機體編號為YP-43，生產序列編號為39-704至39-716。
YP-43與AP-4的不同處主要在重新設計的機背，AP-4為了塞入渦輪增壓器而挪高駕駛艙位置，造成飛機阻力增加。新設計則是將座艙移低，採用剃刀背的設計將座艙後端與機背流暢的接合為一，將尾輪支柱加高改善視野，並重新設計整合渦輪增壓器進氣道的發動機整流罩。
在YP-43進行再設計的期間，塞維斯基公司爆發財務危機，因此在1939年9月確定改組公司。1939年10月13日，經營不起色的塞維斯基飛機公司在增資改組後，更名為共和飛機公司，共和飛機主要設計團隊仍由俄國王牌飛行員亞歷山大‧P‧塞維斯基(Alexander Procofieff de Seversky)與亞歷山大‧卡特維利(Alexander Kartveli)留任，共和飛機公司並承繼了未改組前的設計業務，YP-43的生產並未受到公司改組而出現嚴重影響。
美軍訂購的13架YP-43在1940年9月至1941年4月間交機。外觀上YP-43與AP-4已經有許多不同，YP-43機背設計有著剃刀般延伸到機尾的直線，引擎進氣口被從翼下延伸造成獨特的卵形罩。採用普惠R-1830-35 14缸氣冷星形發動機，搭配通用電氣公司的B-2渦輪增壓器，可產生1200HP和三葉片的可變螺距螺旋槳，武裝為機鼻的2挺0.5英吋機槍與左右機翼各1挺0.3英吋機槍。早期的測試顯示，YP-43有著起飛偏航和著陸期間強烈滾動的傾向，後來透過重新設計的後三點起落架點來改善。在飛行表現上，YP-43空重5,656磅，標準起飛重量7,300磅(3,311公斤)，在2萬5千英呎(7,620公尺)飛出了最快時速349英哩(561公里)的表現，爬升率則是每分鐘2,850英呎(868公尺)。雖然在飛行表現上沒有過於突出，但這是以動力1,200匹馬力的引擎與渦輪增壓器的協助達成的表現。
不過，在P-43研發同時，第二次世界大戰在1939年9月爆發。美國也派人到英國吸取最新戰爭經驗，在陸航進行測試的同時，也比對現有YP-43性能，得到的答案是機型已經沒有發展潛能，也很難應付未來空戰需求。因為YP-43操作靈敏度不夠、速度不足、且缺乏防護裝甲與自封油箱。但共和從1939年9月13日即向陸航推銷以AP-4為設計基礎強化的新型機，最初提供方案是AP-4J（發動機換為普惠R-2180、1,400馬力，配備4挺0.5英吋機槍，也被稱為P-43J，後改名為XP-44），陸航當時已決定訂購80架AP-4J。但是歐洲戰線的資訊傳回美國後工程師發現XP-44的帳面性能仍然不足以面對未來需求。在1940年9月13日提出AP-4L（發動機換為R-2800、輸出2,000匹馬力，後來的P-47戰鬥機），甚至還有配備V-1710的機型設計。也由於陸航認為共和飛機提出的後續方案都會比P-43性能更具優勢，因此在決定投資開發AP-4L時，同時也決定中止量產P-43。
然而，1941年的美國戰爭工業產能尚未全速運作，R-2800引擎也還在測試階段，且共和公司因為前兩款戰機的訂單遭到取消生產線也處於閒置狀態。美軍為了避免這段空窗期造成的人力銜接與產能浪費對公司未來量產會造成負面效果，因此最後決定訂購了53架P-43。除了陸軍核可的53架，原先預先購置的80架XP-44也在陸軍允許下改裝成P-43A型繼續製造。在第一批的133架量產完成後，因為P-47戰機尚未完成開發，加上租借法案亟需對外軍援戰機之故，共和公司又再加產了中華民國空軍需要的125架改良型P-43A，代號為P-43A-1。這批P-43A-1除了裝了裝甲與自封油箱外，火力也增強為4挺.50機槍，並可掛載副油箱與小型炸彈，以硬體規格來說，與當初推銷的P-44性能相近。

## 服役

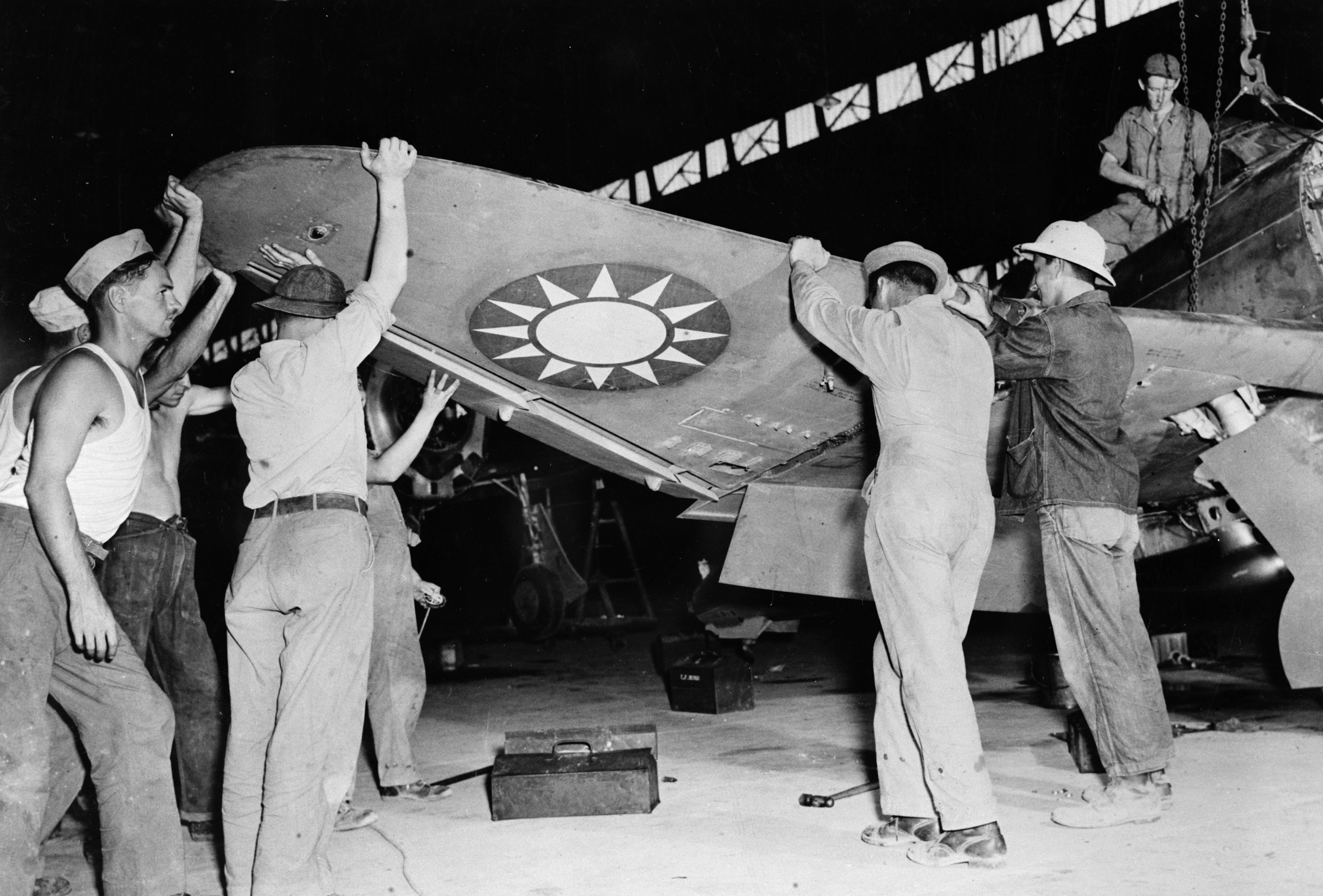
在中華民國組裝中的P-43A-1,1943年

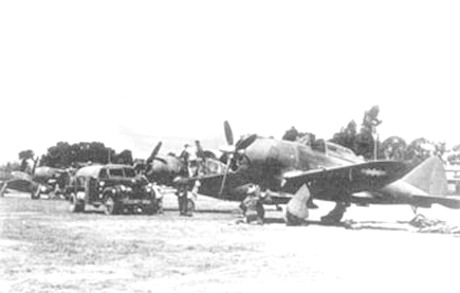
在中華民國戰地機場的P-43A-1

美國陸軍航空隊雖然採購了P-43，但只佈署了3個大隊：密西根州的第1驅逐機大隊、波特蘭州的第55驅逐機大隊、加利福尼亞州的第14驅逐機大隊；這3個單位只短暫了使用P-43，它們對P-43的看法就如同生產P-43的原因：這機種只是墊檔的過渡型號。在新戰機撥發後隨即更換為性能更完整的P-38。但美軍在1942年將這些從一線單位退下尚可用的P-43全改裝為偵察機，將它比軸心國戰機優越的高空性能物盡其用，這批偵察機在1942年8月提供6架供皇家澳洲空軍使用，直到P-38E的偵查型F-4服役後才退出偵察任務；1942年10月後，在美國本土使用的P-43統一變更編號為RP-43，限制其不許用於戰鬥任務。
P-43用於空戰的使用國主要為中華民國，為了讓共和飛機在紐約州法明代爾的P-47雷霆式生產線投產前仍有業務可接，在1941年6月30日美國宣布國民政府援引租借法案訂購125架P-43，這批次機型代號P-43A-1，生產編號41-31448至41-31572。共和公司在1942年3月完成P-43A-1訂單，這批戰機加強了裝甲保護和加上自封油箱；第一批30架P-43A-1在1942年3月30日運抵印度主要港口喀拉蚩、第二批30架在同年4月2日運抵、最後一批運抵時間不明，但不遲於1942年5月。
自1942年起，中華民國空軍派遣第四大隊人員赴喀拉蚩接機，在1942年4月29日時已經有69架P-43完成組裝，中華民國空軍並接收了其中的11架。1942年6月4日時喀拉蚩已經接收了87架P-43組件，其中58架組裝完成、54架進行測試、2架在試飛時損失。但從接機轉換訓練開始P-43便事故不斷；因為P-43比中國空軍原先使用的戰鬥機要重，多數以硬土地跑道為主的中國機場無法承受較大噸位的機型起降，致使耗損增加，且包括可變螺距螺旋槳、渦輪增壓器等嶄新設計都是首次接觸，換裝人員知識配套不足，加之機內自封油箱品質差而令機翼油箱會出現滲漏現象，發生意外成為常態，即使是較老練的飛行員仍多位命喪P-43訓練過程。

### 中國戰場
P-43A-1是租借法案通過援助中國條款後第一款美軍軍援的戰鬥機，1941年後中華民國空軍既有的俄製戰機遭日軍零戰絞殺殆盡，P-40軍援提供數量有限、P-66無法擔負戰備大任的狀況下，P-43是1942年時中華民國空軍手頭戰力最優越的戰機，國內對其寄予厚望。原本除了國軍外，也計畫讓飛虎隊第三中隊換裝成P-43，但最後因戰況轉壞，美軍駐華部隊改組之故未果，但美國駐華航空特遣隊後來仍從中華民國空軍調用了7架軍援的P-43補充戰力缺口。不只如此，這125架額度中美軍又截留了17架作為支援澳洲皇家空軍之用。
1942年春，中華民國空軍第四大隊開率部赴印度受訓轉換P-43，但是從換裝過程起就有飛行員因操作錯誤損失。P-43是美軍第一代裝設渦輪增壓機的戰機，增壓器的高熱問題並未妥善解決，加上P-43的機翼自封油箱有漏油的毛病，一但燃點低的航空汽油與機腹增壓器高熱接觸到的話，便會輕易釀成災難性的火燒機，四大隊的飛行員第一次接觸到這款新機種卻沒有仔細理解相關的機械原理，因此多位飛官便在機械故障事故中喪命，這個現象不只是資淺飛官存在，包括大隊長等級的資深飛官幹部也有這現象。從1942年4月，操作P-43火燒機與各種機械損失損失的飛行員就包括四大隊隊長鄭少愚少校（4月22日，喀拉蚩駕機轉場至昆明途中在火燒機墜毀殉職於印度酌浦洱）、24中隊副中隊長武振華（4月24日）、21中隊飛行員夏崇本中尉、24中隊中隊長陳羅昆（5月12日）、四大隊副大隊長陳盛馨（8月3日，座機編號1222）。其中以武振華的損失案例最為典型，他在未完成轉換教學便急著駕機升空，卻未能未能掌控可變螺距螺旋槳的特性而失事摔機。
1942年8月後P-43換裝也逐漸完備，到1942年9月，四大隊總共接收了51架P-43，扣除在轉場與訓練折損的飛機還有47架，在經過近半年的換裝期後，四大隊重新擔負戰備。1942年7月5日美國駐華大使回報的資料中，在昆明換裝的35架P-43，有4架墜毀、17架著陸時受損待修、14架可用。加上提供給駐華特遣隊的7架，雖然運抵喀拉蚩的數量將近100架，但是史迪威將P-43的引擎料件調撥給運輸機隊使用、以及讓渡給美軍強化戰力，導致國府空軍最後換裝單位連四大隊本身都未能滿編，最後僅換裝2個戰鬥機中隊，仍得和其它機種搭配使用。不過因機隊規模有限，續航力亦普普之故，P-43主要空戰是以在國府控制區內的攔截任務為主，較少陪同執行掩護轟炸任務；美軍的P-43除了攔截任務外，亦擔負戰術偵察任務，中國戰場的美軍的P-43在1943年9月開始換發P-38後便退出作戰序列，但中華民國空軍的P-43至少到1944年服役序列當中。
雖說P-43轉彎格鬥方面比日機差，但其高空高速性能上的優點卻是中國空軍截擊日軍轟炸機所必要的，此外P-43的高空性能是1943年中國戰場中，唯一可以剋制二式單座戰鬥機之戰具。
P-43在中國戰場目前已知的空戰紀錄如下：
1942年
8月17日：美國駐華航空特遣隊第75戰鬥機中隊所屬之2架P-40E、2架P-43在桂林附近空域得知有日軍戰機入侵，P-43可能擊傷1架百式司令部偵察機。
10月25日(一说10月24日)一架由中華民國空軍周志開（僚机驾驶员杜兆华）駕駛的P-43在陝西省洋縣上空擊落日軍百式司令部偵察機1架，為P-43在中國戰場首場空戰勝利。
10月27日，四大隊所屬12架P-43自成都太平寺機場起飛，護衛轟炸機部隊轟炸山西運城日軍據點。
12月30日，3架美國駐華航空特遣隊所屬P-43與6架P-40赴緬甸戍臘執行護衛任務，但該役P-43未善盡高空掩護任務，導致P-40機隊獨自和6架日軍戰機接戰。
1943年
1月9日，四大隊為執行前線空中掃蕩，進駐四川梁山機場。
1月10日，四大隊所屬10架P-43、5架P-40K掃蕩日軍駐地湖北荊門機場，P-40K負責轟炸和掃射、P-43負責高空掩護，因日軍提前疏散無空戰發生，該役2架P-40K在炸射過程遭地面防炮擊落。
1月12日，高又新、董啟恆兩人駕駛P-43執行偵查游獵任務；在宜昌上空接戰，高又新擊落日軍一式戰鬥機1架。
2月24日，日軍第16飛行戰隊所屬九九式雙發輕轟炸機由第25飛行戰隊所屬一式戰鬥機掩護空襲梁山機場，由21中隊隊長王特謙率領4架P-43升空攔截；日軍戰報中聲稱擊落1架P-43，實際上該役3架P-43遭擊落，駕駛2104號機之飛官許曉明中尉陣亡，日軍則毫無損失。
5月19日，鄂西會戰之際，4架四大隊所屬P-43、8架P-40E自巴縣白市驛機場起飛，掩護二大隊A-29哈德遜式轟炸機轟炸湖北枝江洋溪鎮日軍艦艇，遭日軍防空炮火及戰鬥機攔截。四大隊副大隊長徐葆昀駕駛P-40E遭日軍擊墜陣亡。
1943年6月時，中華民國空軍可用戰機統計只剩7架A-29、10架SB-2、5架P-40E、9架P-43、46架P-66；在前半年的運用後自1943年下半葉後中華民國空軍可稼動之P-43即不滿十位數。
8月23日，日軍以第58飛行戰隊所屬之九七式重轟炸機轟炸重慶，護航部隊為第25、第33飛行戰隊，攻擊部隊規模達27架。空軍集結了四大隊、十一大隊共8架P-43、10架P-40E與11架P-66攔截，雙方在重慶近郊南川、歌樂山、北碚上空爆發空戰，日軍聲稱1架九七重爆遭擊落，國府空軍則承認四大隊遭擊落1架P-43（段克恢少尉駕駛）、1架P-40，十一大隊2架P-66墜毀（嚴桂華、蘇任貴駕駛），亦為空戰損失。
1943年10月底，6架四大隊所屬P-43由21中隊中隊長高又新率領，為支援常德會戰進駐恩施機場
11月21日，日本陸航以飛行第25戰隊（一式戰·隼）、飛行第85戰隊（二式單戰·鍾馗）掩護第16飛行戰隊的轟炸機轟炸恩施機場，與P-40、P-43、P-66混編的中華民國空軍交戰，無可考戰果。
11月27日，日本陸航大批飛機空襲常德，國府空軍集結了8架戰機攔截，分別為四大隊中隊長劉尊駕駛1架P-43、三大隊3架P-40K、十一大隊中隊長任肇基4架P-66。上午7點4分攔截部隊捕捉到第85飛行戰隊12架二式單座戰鬥機組成機隊發起接戰，P-43在二式單戰追擊P-40之際發動俯衝直接擊落日軍戰機，日軍飛行員平井敏文陣亡；P-43再與其它群日軍戰機接戰後脫離安返梁山機場。
11月29日，第4大隊第21中隊隊長高又新率4架P-43戰鬥機從湖北恩施機場起飛，掩護將副油箱裝滿步槍子彈空投給圍困常德的1架P-40M，增援常德守軍，並負責偵察常德及洞庭湖之間日軍動向；在澧縣上空遭遇四批日軍戰機。第一批為九九式雙發輕轟炸機8架，4架P-43集中火力擊落該編隊1架九九輕爆、第二批為7架轟炸機、第3批為5架戰鬥機、第4批為3架戰鬥機。該日空戰中21中隊中尉飛官楊樞在戰鬥中失蹤（後追贈上尉），21中隊聲稱擊落4架日軍戰機。
P-43主要作戰時間在1943年，在1943年底四大隊主力赴印度換裝P-40N戰鬥機，美軍第14航空隊則稍早在1943年第3季起換裝P-40K與P-40M，國內剩餘的P-43便作為飛行訓練使用，1945年後無使用紀錄。

## 型號
YP-43
先前生產原型機 13架
P-43
最初量產型與YP-43架構相同54架
P-43A
改用更強力PW R-1830-49引擎，兩翼機槍改採用12.7mm機槍，量產80架
P-43A-1
提供中華民國的修改型號，將全武裝更換為12.7mm重機槍、增配自封油箱、防彈裝甲與可吊掛200磅炸彈與副油箱的掛架，共生產125架
P-43B
偵照型，改裝自P-43A 及 P-43A-1
P-43C
偵照型(不同於P-43B) 構型由P-43A衍生
P-43D
偵照型，採用PW R-1830-47引擎6架(構型由P-43A衍生)
P-43E
偵照型，採用PW R-1830-47引擎(構型由P-43A-1衍生)
RP-43
P-44 Rocket
計畫建議版本，採用PW R-2180-1引擎功率升級為1,400匹馬力 (1,044kW)，無生產

## 使用國
- 皇家澳洲空軍
- 中華民國空軍
- 美國陸軍航空軍

## 相關機種
- P-35戰鬥機
- P-47戰鬥機
- Ki-44鐘馗
- PZL.50 Jastrząb（英语：PZL.50 Jastrząb）

## 相關連結
- Republic P-43 Lancer in Chinese service（页面存档备份，存于）
- Republic P-43 Lancer（页面存档备份，存于）
- 抗戰期間美租借法案援我之共和P—43式戰鬥機（页面存档备份，存于）